# Lemon Demon
Lemon Demon  (з англійської "Лимонний Демон") — музичний проект і гурт, створений американським коміком і музикантом Нілом Січірегою (Neil Cicierega) в 2003 році в Бостоні, штат Массачусетс. Студійна робота Lemon Demon виконується виключно з Ніла, який є єдиним офіційним учасником проекту. Виступи складаються з групи підтримки, з попередніх виступів, що складалися з Алори Ланзілотти, Чарльза Серджіо, Ентоні Врі, Дейва Кітсберга та Грега Ланзілотти. Станом на 2024 рік Lemon Demon випустили сім студійних альбомів і п’ять міні-альбомів.

## Історія

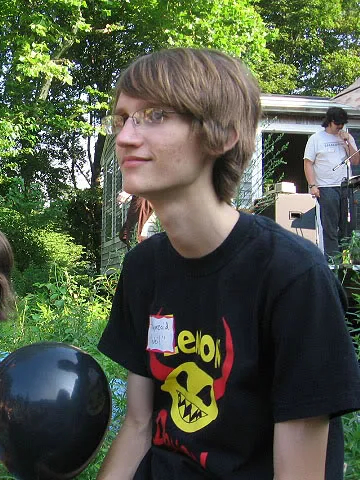
Ніл носить наліпку з псевдонімом "Trapezoid" поверх футболки Lemon Demon у 2006 році

Ніл Січірега (Neil Cicierega) почав випускати інструментальну музику та кілька реміксів музики з відеоігор під псевдонімом Trapezoid наприкінці 90-х і на початку 2000-х років, створивши 3 альбоми, часто працюючи на Adventure Game Studio. Ім'я виконавця заднім числом було замінено на "Deporitaz", оскільки існуючий гурт під назвою Trapezoid вимагав від нього змінити його. 21 січня 2003 року Січієрега випустив першу пісню Lemon Demon, «Don't Be Like the Sun», пізніше сказавши, що «зрештою я почав експериментувати зі співом, і як тільки я відчув, що готовий робити це весь час, я охрестив себе Lemon Demon і увійшов у це головою». Потім він випустив свої перші чотири альбоми: Clown Circus (2003), Live from the Haunted Candle Shop (2003), Hip to the Javabean (2004) і Damn Skippy (2005).
Наприкінці 2005 року Січірега та аніматор Шон Вуллієз випустили флеш-мультфільм на пісню Lemon Demon « The Ultimate Showdown of Ultimate Destiny ». Відео зібрало понад 6,5 мільйонів переглядів за 6 місяців на Newgrounds і очолювало «Funny Five» на The Dr. Demento Show протягом кількох тижнів, ставши запитом №1 у 2006 році. Пізніше пісня була включена до п'ятого альбому Lemon Demon Dinosaurchestra (2006). Оновлений запис цього був випущений в Rock Band Network у 2010 році. Шостий студійний альбом Lemon Demon, View-Monster (2008), містить «Modify» як бонус-трек, який згодом став популярною піснею у TikTok. Ремікс « While My Guitar Gently Weeps » Beatles додатково включено як бонус-трек до альбому.
Січірега випустив Spirit Phone як сьомий студійний альбом Lemon Demon 29 лютого 2016 року  Альбом став найбільш продаваним альбомом на Bandcamp протягом першого тижня після випуску. 10 липня 2018 року було оголошено, що копії альбому на компакт-диску, касеті та вінілі продаватимуться через Needlejuice Records, яка пізніше буде фізично розповсюджувати ремастеровані версії всіх студійних робіт Lemon Demon, починаючи з 2005 року. Пізніше « Touch-Tone Telephone » стала піснею Lemon Demon, яка найчастіше транслюється, обійшовши «The Ultimate Showdown of Ultimate Destiny» у вересні 2020 року. Тоді це перевершило «Fine» у липні 2024 року, який на той час зібрав понад 75 мільйонів потоків на Spotify.
Січірега завантажив пісню «Funkytown» на свою сторінку Patreon у 2017 році, а пізніше додав її до благодійного збірного альбому Needlejustice 2020 року, який надає користь NAACP Legal Defense Fund. Пізніше він буде випущений як офіційний сингл разом із «One Weird Tip» 21 січня 2023 року.

## Успішні роботи

### "The Ultimate Showdown of Ultimate Destiny"
22 грудня 2005 року Lemon Demon  і аніматор Шон Вулліз випустили музичне відео Flash «The Ultimate Showdown of Ultimate Destiny» на Newgrounds. Відео містить мультиплікаційні версії десятків справжніх знаменитостей і вигаданих персонажів, переважно з поп-культури 1980-х і 1990-х років, у великій столітній бійці. Він став культовим серед веб-ентузіастів і став «вибором користувача» 28 грудня 2005 року, зібравши 6,5 мільйонів переглядів протягом 6 місяців. Він з'явився на кількох інших вебсайтах, включаючи Albino Blacksheep.

### "Brodyquest"
1 червня 2010 року Січірега випустив відео та сингл під назвою «Brodyquest» на своєму головному каналі YouTube, у якому в комедійній манері зображено відомого актора Едрієна Броуді, який займається своїм повсякденним життям. Відео стало вірусним мемом, згодом потрапивши на міні-альбом Nature Tapes (2014). Про це згадав Стівен Колбер під час інтерв’ю з Едрієном Броуді в епізоді «Пізнього шоу зі Стівеном Колбертом» у 2016 році. Відео також увійшло до списку найбільших досягнень Polygon у галузі німого інтернет-відео.

## Учасники
Офіційні учасники
- Ніл Січірега  — вокал, клавішні, гітара, програмування, перкусія, написання пісень, продюсування (2003–present)

учасники виступів
- Алора Ланзілотта — бас-гітара, вокал (2004–2012)
- Чарльз «Чуч» Серхіо — гітара (2006–2012)
- Ентоні Врі — ударні (2007–2008), гітара, вокал (2012)
- Дейв Кітсберг — гітара, вокал (2008–2012, 2016)
- Грег Ланзілотта — ударні (2009–2012)

## Зовнішні посилання
- Офіційний сайт
- Lemon Demon on Bandcamp
- Lemon Demon on Needlejuice Records
- WikiLemon